# Daberkow
Daberkow es un municipio situado en el distrito de Pomerania Occidental-Greifswald, en el estado federado de Mecklemburgo-Pomerania Occidental (Alemania), a una altura de 20 metros. Su población a finales de 2016 era de 350 habs. y su densidad poblacional, 20 hab/km².
Se encuentra ubicado junto a la frontera del distrito Llanura Lacustre Mecklemburguesa.